# V669 Cassiopeiae
V669 Cassiopeiae es una estrella gigante roja de la rama asintótica gigante OH/IR,, se encuentra en la constelación de Cassiopeia a unos 6300 Años luz del Sol, de tipo espectral M9III, una magnitud aparente de 16.75, una temperatura de 3000K, una luminosidad de 10000 a 36000 veces la del Sol y unos 859 radios solares,si estuviera en lugar del Sol estaría a mitad de camino entre las orbitas de Ceres y Júpiter.